# Warner Bros. Discovery EMEA
Warner Bros. Discovery EMEA tillhör Warner Bros. Discovery International som är en del av Warner Bros. Discovery och svarar för delar av företagets verksamhet i Europa, Afrika och Mellanöstern utifrån huvudkontoret i London. DNE startades 1989 och har nu ett stort antal kanaler under flera varumärken och en betydande egenproduktion. Man sänder till över hundra länder på ungefär 20 språk till miljontals abonnenter. Bland de varumärken man använder finns:
- Discovery Channel
- Discovery World (tidigare Discovery Civilisation)
- Discovery Science
- Discovery Travel & Living (tidigare Discovery Travel & Adventure)
- Animal Planet
- Discovery Wings
- Discovery Kids
- Discovery Real Time (tidigare Discovery Home & Leisure)
- Discovery HD
- Discovery Home & Health (tidigare Discovery Health)

Discovery Channel är den främsta kanalen, även Animal Planet har en ganska utbredd distribution.